# Спасское (Шатковский район)
Спасское — село в составе Кержемокского сельсовета Шатковского района Нижегородской области.

## География
Село расположено на реке Астра (приток Тёши) в 14 км к востоку от рабочего посёлка Шатки и в 124 км к югу от Нижнего Новгорода. Высота центра селения над уровнем моря — 206 м.

## Спасский пруд
В селе есть пруд, один из самых крупных и богатых рыбой водоёмов Шатковского района. Пруд имеет искусственное происхождение, был создан путём строительства плотины на реке Астра. Исторически пруд находится в Спасском с XVIII века. Есть упоминание в газете «Казанские Известия», номер 17, 1814г., где описывается село Спасское, принадлежащее Статскому Советнику Безсонову, его замок, Английский сад и пруд с мостом.
В своём современном виде существует с 1961года, когда была построена новая плотина и проходящая по ней дорога. Площадь пруда 118607 м2 (11,86 Га), периметр 1915.76 метров. Пруд находится в хозяйственном ведении Шатковского общества охотников и рыболовов. Карп, как ценная промысловая рыба, был запущен туда вскоре после его создания. Половить рыбку приезжают не только из Шатков. Регулярно проводятся соревнования по рыбной ловле.
В летний период на пруду проходят тренировки и соревнования по гребле на байдарках и каноэ.
На берегу пруда нашли свой дом журавли, которые прилетают после зимовки. Помимо журавлей на пруду можно наблюдать диких уток, хищных птиц – разные виды орлов. Очень много ондатры, встречаются бобры.

## История
Известно, что в 1683 году в имении князя Василия Фёдоровича Одоевского Неркушах была построена Спасская церковь. Имение Одоевского появилось в данном месте в 1677 году в связи с разработкой пригодных для производства поташа лесов. 
В писцовой книге бортничьих и мордовских деревень Арзамасского уезда, составленной писцами В.Ф. Киреевым и подьячим Г. Молчановым сообщается: «Да в том же Чюкалском ухожае на речке на Остре поселены будные промыслы во РПS (186) году кравчего князя Василия Фёдоровича Одоевского». Год создания промыслов – 7186 от сотворения мира (1678 от рождества Христова). В.Ф. Одоевский завёл промыслы на речке Остре (Астре), в Чукалском бортном ухожае иванцевской мордвы. Часть этого ухожая после 1628 года расчищали себе под пашню крестьяне с. Архангельское и д. Кержемок. Сохранившиеся же к 70-м годам леса были использованы для производства поташа.
Помимо лесов на речке Астре, Одоевский для производства поташа использовал леса, расположенные поблизости от бассейна Астры, в частности, на водоразделе и в бассейне соседней речки Суморги (приток рч. Сердемь). Как сообщали представители мордвы д. Вечкисевы: «А в Садарском бортном ухожье на те будные майданы да на будные майданы кравчего князя Василья Фёдоровича Одоевского делное ж и неделное деревье и всякой лес секут». Таким образом, леса для производства поташа на майдан В.Ф. Одоевского располагались в верховьях речки Астры и расположенных через водораздел верховьях речки суморги. Уже через 6 лет в поместье В.Ф. Одоевского была построена церковь во имя «Всемилостиваго Спаса» и поселение получает название по названию церкви – Спасское. Отметим, что в первой четверти XVIII века одновременно с названием Спасское, фигурирует также и Спасский Майдан.
Существует документ – ссудные записи крестьян боярина и дворецкого князя Василия Фёдоровича Одоевского, относящиеся к рассматриваемому нами периоду. Эти несколько ссудных записей приоткрывают один из эпизодов заселения Спасского и, в целом, показывают процесс закрепощения крестьян.
Ссудные записи – это договор между сторонами. С одной стороны выступал заёмщик, который брал ссуду, следствием же сделки о займе было поселение «во крестьянство». Заёмщиками выступали вольные «государевы» люди. Так, за 1 год, с 1 марта 1682 по 10 февраля 1683 года, взяли ссуды и записались жить в деревне Неркуши за князем Василием Фёдоровичем Одоевским 28 глав семейств. С жёнами и детьми это составило 107 человек.
Из ссудной записи мы видим, откуда заселялись майданы работниками, есть данные и о национальности. Эти записи подтверждают о наборе на майданы мастеровых людей, ранее проживавших на территории Речи Посполитой. Мы видим, что из 28 глав семейств – 14 поляков, трое – сынов польских, двое – из Оршанского повета, 1 человек записался из Барышского польского повета, 1 – «черкошанин», 7 – не указано откуда. Из этих глав семейств – 22 будника.
Ссуда, как правило в размере «десяти рублёв», бралась новыми крестьянами «…на лошеди и на коровы и на всякую животину и на всякий семенной хлеб и на дворовое строение». То есть мы видим, что будники сажались на пашню, обзаводились дворами, хозяйством и земельными наделами, причём имущество и инвентарь создавались при помощи ссуды. За ссуду они обязывались «жить…за Государем своим за боярином за князем Василем Фёдоровичем Одоевским в Арзамасское его вотчине в деревне Неркуше и доход его Государев нам платить со своею братею в ряд и за него, Государя своего, за иного ни за кого не выйти и не заложитца и не збежать». В случае побега, «и тою ссуду у Государя своего снесём и где нас Государь наш сыщет и ему, государю нашему взять на нас та своя ссуда вся сполна, а крестьянство и впредь во крестьянство».
Ссуда вовлекала в расчёт ещё и личный крестьянский труд на землевладельца, и барщину, как дополнительную повинность за долг и оброк. Это отражено в записи от 3 января 1684 года. Иван Яфимов сын Бык, записываясь в д. Неркушу за господина В.Ф. Одоевского, обязывается не только жить за ним в деревне, но и «пашня пахать и сена косить, и всякие изделья делать и подати всякие давать».
Таким образом, в 1684 году, в д. Неркуши должно бы было насчитываться не менее 29 дворов.
С постройкой в деревне Неркуши церкви, населённый пункт становится селом Спасским. Это предположение подкрепляется не только анализом географического расположения будных промыслов Одоевского – в верховьях Астры, где и возникло село Спасское, но и документами. Так, в Экономических примечаниях к материалам Генерального межевания верховья Астры фигурируют под названием речки Меркуши: «Село Спасское по обеим сторонам речки Меркуши».
Подсчёты крестьянских дворов в д. Неркуше вполне согласуются с количеством дворов в селе Спасском примерно в это же время: «1687 г. января 9-го дня по выписке казначея старца Паисия Сийского велено новопостроенные церкви Всемилостивого Спаса, которую построил боярин и дворецкий князь Василий Фёдорович Одоевский в поместье своём в Подлесном стану в селе Спасском на попа с причетники положить дани с дворов по сказке человека его Петра Черкезова, с попова, с дьячков, с пономарёва, с просвирицына, да с приходских с помещикова двора, да с крестьянских лучших с 10 дворов, да с 10 дворов средних, с 10 дворов бобыльских, да с церковной земли, что к той церкви дал боярин и дворецкий князь Василий Фёдорович из своей поместной земли с пашни с 10 чети в поле, а в дву потому ж, да с сенных покосов с 20 копен по памяти из казённого приказу… 1684 г.».
Т.е. в селе Спасском к 1687 году 30 дворов.
Ещё 11 глав семейств записываются «во крестьянство» за В.Ф. Одоевским 3 мая 1687 года. Но, к сожалению, в этих записях не указывается, откуда эти люди, их бывшая профессия, а также новое место жительства. Место проживания согласно записи должен указать сам В.Ф. Одоевский: «жить… во крестьянстве в поместье или в вотчине его, где он Государь (В.Ф. Одоевский) наш укажет». Если принять во внимание, что все записи составляются в Арзамасе, а у Одоевского поместье – Спасское, то и эти люди должны бы поселиться в это же село.
Отметим, что за заёмщика, из-за неграмотности, всегда подписывалось третье лицо. В записях с 1682 по 1684 годы за заёмщика четыре раза подписывался священник из соборной церкви города Арзамаса, три раза дьяконы из Арзамасских церквей. Но в большинстве случаев (19 раз) за заёмщиков подписывался священник из Пречистенской церкви села Пречистенского (Бритово) – ближайшего села от Спасского, ещё два раза за заёмщиков подписывался священник из Архангельской церкви села Кобылино – другого ближайшего к Спасскому села. В 1687 году за заёмщиков подписывались пушкарь или подьячий.
После смерти В.Ф. Одоевского Спасское перешло князю Василию Васильевичу Голицыну, выдающемуся российскому государственному деятелю. Он возглавлял многие приказы, в течение 7 лет регентства Софии, будучи её фаворитом, являлся фактически правителем России. После лишения Софьи власти Голицын был приговорён к лишению боярского чина и всего имущества и отправлен в ссылку.
В 1687 году князю Василию Голицыну и его сыну Алексею также перешёл будный майдан в селе Спасском от вдовы князя Василия Одоевского - Акилины Фёдоровны. 
В 1688 году около села была поймана шайка разбойников. 11 февраля приказчик князя Василия Голицына, в поместье своего боярина в селе Спасском, поймал пятерых «неведомо каких воровских людей», проезжавших мимо села «с ружьём, з бердыши и с саадаки, и с пищальми и с рухледью».
После конфискации поместья у Голицына, Спасское принадлежало полковнику И.М. Спиридонову. В 1691 году была дана отказная грамота из Поместного приказа Овдотье, вдове стольника и полковника Спиридонова И.М., на поместье её мужа, ранее принадлежавшего князю В.В. Голицыну.
В 1759 г. село Спасское было приобретено коллежским советником Фёдором Михайловичем Безсоновым вместе с соседними селениями Кержемокским майданом, Быковым майданом и  Трянгушами.
В ревизских сказках за 1782, 1794, 1811, 1816 г.г. помещиком села указан сын Фёдор Михайловича - статский советник Безсонов Михаил Фёдорович (1753—1827 г.г.).
При нём в селе были построены - приходская, домовая и кладбищенская церкви, палаты в готическом стиле, больница и богадельня при храме, устроено производство кирпича, разбит огромный сад.
В ревизской сказке за 1834 г. помещицей села Спасского указана из дворян девица Безсонова Анна Фёдоровна.
В ревизиях за 1850, 1858 г.г. помещицей села значится полковница баронесса Розен Марья Фёдоровна (ум. 26.04.1888 г. в 66 л., похоронена в с. Спасском), которая была последней владелицей Спасского.  Марья Фёдоровна Розен (урождённая Лодыженская), первым браком была замужем за Львовым Петром Петровичем (р. 1804 г.), вторым - за Розен Дмитрием Григорьевичем (р. 1815 г. - ум. 1885 г.).
В 1860-е годы в селе располагались винокуренный завод, конский и кирпичный заводы, богадельня и больница. Имелся мирской капитал в 8000 рублей.
В 1886 г. в Спасском имелись церковь, богадельня, школа, постоялый двор, винокуренный завод, паровая мельница. Ярмарка проводилась ежегодно 25 сентября (по старому стилю).
При проведении переписи 1897 года все жители села Спасского указаны православного вероисповедания.

По не имеющему никакой исторической основы фольклорному преданию, основано разбойником Чёрным. Другое название (Короедовка) связано с бедностью жителей.
До 15 января 2010 года Спасское было центром сельсовета.

## В литературе
В 1859 году, в село Спасское приехал К. Н. Леонтьев. Он был определён врачом в имение баронессы Розен, где прожил два года. Впечатления от пребывания в Спасском, знакомство с людьми, наблюдение деревенской жизни – многое из этого вошло в роман «В своём краю». Село Спасское стало прототипом села Троицкого: 
«бор большой; дом большой, кирпичный с белыми украшениями, с маркизами и террасами, ковры цветников сбегают к реке из парка; фонтаны бьют всё лето», в другом месте: «реку и бор, сады, узорные цветники и красный замок». Описание интерьера: «большие комнаты под разноцветный мрамор; люстры с переливными хрусталями, колонны; на всех дверях резные фрукты, цветы, корзины с дрожащими колосьями».
Письмо Тургенева к Леонтьеву 30 марта (11 апреля) 1859. 
Невозможного на свете нет ничего: а потому я не отчаиваюсь побывать когда-нибудь у моего старинного приятеля, барона Розена. Очень было бы мне приятно познакомиться лично с тем обществом, о котором я имею сведения из Ваших писем.
Старшая дочь А. Х. Штевена - Александра в воспоминаниях также описывает дом в Спасском: «……дом их с большою залой жёлтого мрамора (который брали, кажется, из какой-то пещеры при с. Борнукове того же Арзамасского уезда). Помню ещё круглую столовую с колоннами и террасу с цветами по обе стороны широкой с уступами лестницы, и небольшую красивую церковь в саду».
Уже в XX веке со слов местных жителей Н. П. Воронков так описал усадьбу: «Недалеко от большой церкви в 300 м. на запад был выстроен двухэтажный господский дом с лепными карнизами и с круглыми большими колоннами, выходящими на западную сторону. На юг выходила парадная лестница к купальному пруду. Около дома был расположен сад по английскому профилю, по периметру дома цветник и декоративный кустарник. С восточной стороны сада (в 50 м. от церкви) был выкопан земляной ров, который тянулся от речки Каталки с юга на север. Недалеко от пруда и выше реки Каталки были выстроены людские - одиночное кирпичное здание. На север от господского дома выстроены господские кирпичные складские постройки. Около пруда выстроены скотные дворы, каретники. Всё это утопало в хорошем фруктовом саду и аллеях…».

## Инфраструктура
Сельская библиотека, дом культуры, магазин, до 2011 года работала общеобразовательная школа, есть ФАП. На 2017 год в селе числилось 12 улиц.
В селе находилась усадьба барона Д. Г. Розена. В настоящее время сохранился лишь пруд, на берегу которого располагалась усадьба.

## Население
| 2002 | 2010 |
| ---- | ---- |
| 479  | ↘397 |